# 林貢斯人

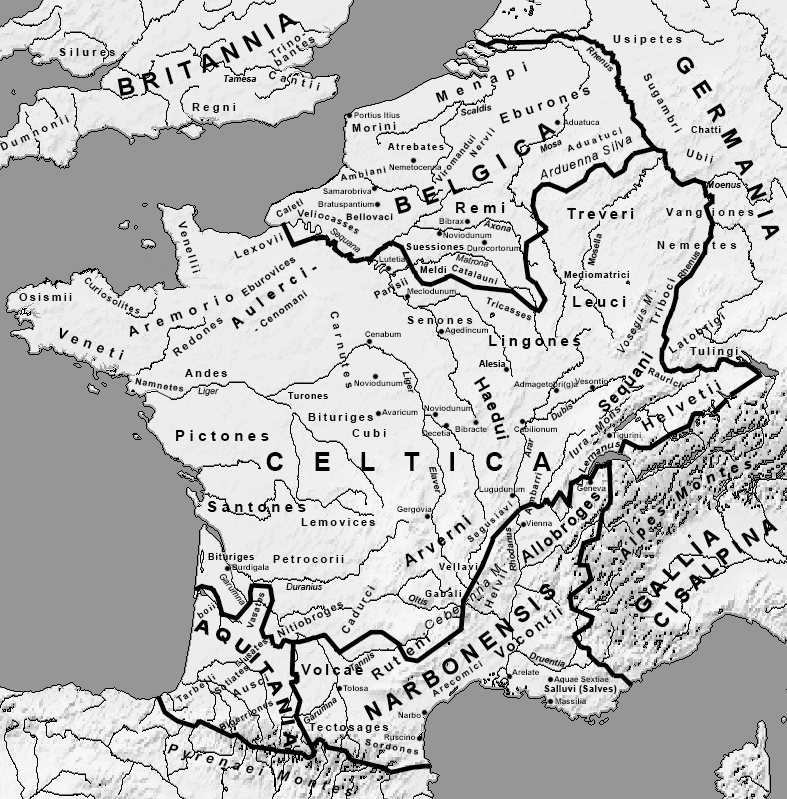
一張高盧地圖標明林貢斯部落的相對位置

林貢斯人是一個凱爾特部族，原先居住在高盧塞納河源頭與馬恩河地區。大約前400年左右，有些林貢斯人遷移至阿爾卑斯山，定居於山內高盧的波河河口旁，其位在義大利北部。這些林貢斯人是凱爾特部落浪潮中的一分子，其中也包含波伊人與塞農人。林貢斯人有可能曾於前390年協助洗劫羅馬。
塔西陀描述，高盧林貢斯人在1世紀時完全羅馬化，住在富饒的朗格勒與第戎之都市化社會，鑄造錢幣，卻在巴達維亞叛亂(69年)中被捉到一同叛亂。
戰略家弗朗提努斯，《謀略》的作者，在最早的羅馬軍事生存課本上，提及林貢斯人成功的軍事策略範例。
他們的首都稱作Andematunnum，為現在的法國上馬恩省朗格勒。它被建在馬恩河的岩岬上,仍保留許多中世紀防禦工事, 提供馬恩谷地、朗格勒高原與佛日的地景。